# 6837 Bressi
6837 Bressi eller 1994 XN4 är en asteroid i huvudbältet som upptäcktes den 8 december 1994 av Spacewatch vid Kitt Peak-observatoriet. Den är uppkallad efter Terrence H. Bressi.
Asteroiden har en diameter på ungefär 8 kilometer.